# Пунчак-Джая
Пунчак-Джая (деколи — просто Джая та Піраміда Карстенса, індонез. Puncak Jaya) — гора в гірському масиві Маоке, належить до західної частини Центрального хребта острова Нова Гвінея. Складова національного парку Лоренц у провінції Центральне Папуа (Індонезія).

## Географія

Зміна величини льодовиків з 1850 по 2003 роки

Пунчак-Джая — найвища точка Океанії, як частина Індо-Австралійської плити. Крім того, це найвища гора у світі, розташована на острові. Деякі джерела давали висоту 5029 і 5030 м, але заміри, які були зроблені експедицією Австралійського університету 1971-73 років та підтверджені сучасними методами замірів висоти остаточно встановили висоту вершини на позначці 4884 м.
Назва гори з індонезійської перекладається приблизно як Пік Перемоги.
Абсолютна висота вершини 4884 м над рівнем моря. Відносна висота — 4884 м. Топографічна ізоляція вершини відносно найближчої вищої гори Юйлунсюешань (5596 м), яка розташована у горах Гендуаншань, становить 5261,65 км і за цим показником вершина займає 5-те місце серед всіх гір світу.

## Історія
Гору для європейців відкрив у 1623 році Ян Карстензоон (Карстенс), здалеку побачивши льодовик на вершині.
У 1936 році голландська експедиція у складі Антона Колейна, Жана-Жака Дози та Фріца Віссела здійснила спробу піднятися на гору, але досягнувши району льодовиків 5 грудня через погану погоду зазнала невдачі піднятися на саму вершину.
Перше вдале сходження відбулось тільки у 1962 році, коли експедиція у складі керівника, австрійського альпініста Генріха Гаррера, новозеландського альпініста Філіпа Темпла, австралійця скелелаза Рассела Кіппакса та голландського патрульного поліцейського Альбера Гузенга 13 лютого піднялася на вершину.
В 1960-х роках гора називалась на честь президента Сукарно.

## Зледеніння
Хоча пік Пунчак-Джая вільний від льоду, на його схилах є кілька льодовиків: Карстенз, Вест-Нортволл-Фірн, Іст-Нортволл-Фірн та нещодавно зниклий льодовик Мерен.

Будучи екваторіальними, середня температура протягом року незначно змінюється (близько 0,5° C), і льодовики коливаються лише сезонно. Проте, аналіз площі цих екваторіальних льодовиків за історичними даними показує значний відступ з 1850 -х років, приблизно в період Малого льодовикового періоду, який насамперед вплинув на Північну півкулю, що свідчить про потепління регіону приблизно на 0,6° C за століття між 1850 і 1972 роками.
Льодовик на Пунчак-Трикора в горах Маоке розтанув в період між 1939 і 1962 рр.

З 1970 -х років дані супутникових знімків свідчать про те, що льодовики Пунчак-Джая швидко відступають.
Льодовик Мерен розтанув в період між 1994 та 2000 роками

Експедиція під керівництвом палеокліматолога Лонні Томпсона в 2010 році виявила, що льодовики тануть зі швидкістю 7 м товщини на рік, і, за прогнозами, зникнуть у 2020-х роках

## Галерея
| Пунчак-Джая. Знімок НАСА з космосу | Льодовики вершини у 1936 році | Льодовики вершини у 1972 році |